# CM Lacertae
CM Lacertae (CM Lac / HD 209147 / HIP 108606) es una estrella variable en la constelación de Lacerta que se localiza muy cerca del límite con Cygnus.
De magnitud aparente media +8,18, se encuentra aproximadamente a 740 años luz del sistema solar. 
CM Lacertae es una estrella binaria cuya componente principal es una estrella blanca de la secuencia principal de tipo espectral A2V con una temperatura efectiva de 8595 K. Tiene una masa de 1,88 masas solares, un radio 1,59 veces más grande que el del Sol y gira sobre sí misma con una velocidad de rotación proyectada de 44 km/s.
Su compañera es una estrella clasificada entre A8V y F0V con una temperatura aproximada de 7165 K. Su masa es un 47% mayor que la del Sol y es un 42% más grande que este. Rota a una velocidad de al menos 34 km/s.
Ambas estrellas, muy próximas entre sí, constituyen una binaria eclipsante, semejante a Algol (β Persei) o a ζ Phoenicis.
Cada 1,6047 días el brillo de la estrella disminuye casi en una magnitud cuando tiene lugar el eclipse principal, mientras que también hay un eclipse secundario que provoca un descenso de brillo de 0,35 magnitudes.
El eclipse principal se produce cuando la estrella más pequeña —casi 5 veces más luminosa que el Sol— pasa por delante de la estrella A2, cuya luminosidad es 12,5 veces superior a la luminosidad solar.
Ambas componentes están separadas 0,044 UA, siendo la órbita circular.
No existe intercambio de materia entre componentes, por lo que no es una binaria de contacto.